# Batman: Arkham Knight
Batman: Arkham Knight è un videogioco action-adventure del 2015, sviluppato da Rocksteady Studios e pubblicato da Warner Bros. Interactive Entertainment per PlayStation 4, Xbox One, Microsoft Windows e Nintendo Switch.
Si tratta del terzo capitolo della trilogia dedicata all'omonimo eroe e sviluppata da Rocksteady, nonché quarto capitolo, considerando Batman: Arkham Origins, dell'acclamata saga videoludica Batman: Arkham. È stato pubblicato il 23 giugno 2015 in tutto il mondo per le piattaforme PlayStation 4, Xbox One e Microsoft Windows, e il 2 luglio dello stesso anno in Giappone, dove è un'esclusiva della console di casa Sony; le versioni per macOS e Linux sono state cancellate.
Il titolo è ambientato in una ridisegnata Gotham City. La mappa è quattro volte più grande di quella di Batman: Arkham City (2011). La grafica dei personaggi e delle ambientazioni è ancora più dettagliata e realistica, di fatto vengono evidenziate anche le reazioni degli abiti o delle parti del corpo (come i capelli) ai movimenti, al vento e alle condizioni climatiche. È stata introdotta la possibilità di guidare la Batmobile, che ha anche un ruolo fondamentale durante la storia del gioco. I nemici per strada sono molto più numerosi e interagiscono con l'ambiente circostante (ad esempio disegnano graffiti sui muri, oppure distruggono automobili e oggetti circostanti). È assente la modalità multiplayer, in quanto l'intenzione di Rocksteady è sempre stata quella di concentrarsi sul single player, mentre fanno il loro ritorno le sfide dell'Enigmista.
Al momento della pubblicazione, le versioni del gioco per PlayStation 4 e Xbox One hanno presentato, fin da subito, ottime prestazioni a livello tecnico. D'altra parte, a causa di gravi problemi riscontrati da molti utenti nella versione PC del gioco, la Warner Bros. Interactive Entertainment sospende la vendita di quest'ultima il 25 giugno 2015, due giorni dopo l'uscita, e la ripubblica il 28 ottobre 2015, presentando, stavolta, molti miglioramenti tecnici. Nel 2016, è stata pubblicata la Game of the Year Edition contenente, oltre al gioco base, tutti i DLC.
Nel 2019, il gioco è stato incluso nella collezione Batman: Arkham Collection, contenente tutti e tre i giochi sviluppati da Rocksteady. Dal 15 dicembre 2023 aggiunge il costume dal film The Batman con Robert Pattinson nel gioco Arkham Knight.
Il gioco è stato accolto positivamente dalla critica, confermando la serie come una delle più amate dai fan, riscontrando un ottimo numero di vendite e figurando in svariate liste dei migliori videogiochi del 2015. Mashable ha inserito il gioco tra i migliori videogiochi del decennio 2010-2019.

## Trama
Nove mesi sono passati dagli eventi di Arkham City e dalla morte e cremazione di Joker. Gotham ora passa giorni molto più tranquilli, ma non è destinato a durare. Sopravvissuto all'attacco di Killer Croc al manicomio e con una nuova faccia rifatta, lo Spaventapasseri fa il suo ritorno ad Halloween, rilasciando una piccola quantità della sua nuova potente tossina della paura in una tavola calda e minaccia di scatenarla in tutta Gotham City, costringendola all'evacuazione civile e lasciandola quindi in balia dei coalizzati criminali e dei soldati di una misteriosa milizia, con la sola speranza di salvezza riposta nella polizia e soprattutto in Batman. Dopo aver salvato un poliziotto da alcuni delinquenti, il Cavaliere Oscuro si getta all'inseguimento di un veicolo militare e cattura il pilota, un soldato della milizia al soldo di Crane, lo interroga e rintraccia un nascondiglio dello Spaventapasseri presso Chinatown. Qui salva l'imprigionata Poison Ivy, che aveva rifiutato di unirsi agli altri nemici di Batman in un complotto di Crane ai danni del Uomo-pipistrello, e la riporta da James Gordon al commissariato (GCPD). Con l'aiuto di Oracle, Batman identifica la Ace Chemicals come la fonte della tossina di Spaventapasseri e si reca ad indagare sulla struttura, ma incontra il più pericoloso alleato di Crane: il Cavaliere di Arkham, spietato capo della milizia e che rivela di sapere ogni singolo trucco e tecnica di Batman. Il Cavaliere si dimostra estremamente rancoroso nei confronti di Batman e tenta di ostacolarlo, ma quest'ultimo riesce a penetrare nella struttura e individua lo Spaventapasseri, che però ha trasformato l'intero edificio in una bomba tossica che coprirà l'intera costa orientale e rivela di aver rapito Oracle, poco prima di fuggire. Pronto a sacrificarsi, Batman riduce il raggio dell'esplosione ma mentre lo fa, davanti a lui gli si para Joker.
Un flashback interrompe la storia e rivela che Robin è riuscito a rintracciare il sangue infetto di Joker che donò a diversi ospedali, ma a causa di alcuni errori di documentazione, quattro persone sono state infette e, curati dal Titan, stanno ora diventando tali e quali a Joker. Batman e Robin hanno quindi rinchiuso i quattro al loro covo presso gli studi cinematografici di Panessa, ma come Gordon poi nota, c'è una quinta cella vuota: Batman rimane vago, ma si scopre che è per lui, avendo lo stesso problema. Si scopre così, che grazie alle tossine della paura inalate, il Joker apparso è ciò che rimane nel suo sangue, che lo tormenta invisibile agli altri commentando su come non aspetta altro che il suo sangue prenda il sopravvento e possa prendere il controllo del suo corpo.
Sfuggito all'esplosione della Ace Chemicals, Batman avverte Gordon del rapimento di Oracle, rivelandone l'identità, sicché il commissario si infuria con il Cavaliere oscuro per aver coinvolto la figlia e se ne va a cercare Spaventapasseri da solo. Investigando sul Cavaliere di Arkham, dopo un breve incontro con quest'ultimo nei tunnel di Miagani Island, Batman scopre che l'esercito viene rifornito di armi dal Pinguino. Con l'aiuto di Nightwing, Batman riesce a rintracciare Cobblepot e a scoprire da lui che il Cavaliere di Arkham e lo Spaventapasseri hanno reclutato l'uomo d'affari Simon Stagg per costruire il "Nubifragio", un dispositivo in grado di diffondere la tossina della paura su larga scala. A bordo dei dirigibili di Stagg, Batman trova nuovamente lo Spaventapasseri, ma una nuova dose di tossina della paura permette a Joker di assumere temporaneamente il controllo del corpo di Batman, mentre il Cavaliere di Arkham estrae il Nubifragio e trae in salvo l'alleato. Ripresosi, Batman individua Oracle nel nascondiglio di Spaventapasseri e tenta di salvarla, ma la ragazza viene esposta alla tossina della paura e si suicida per il terrore. Pur essendo colto dalla disperazione, Batman tenta di reagire e, ricordandosi della sua immunità alla tossina di Crane, convince Ivy ad allearsi con lui per salvare la città, venendo condotto ad un antico albero sepolto sotto Gotham che viene in seguito risvegliato per neutralizzare la tossina.
Nel frattempo, Harley Quinn si impadronisce della base improvvisata di Batman nello studio cinematografico dei Panessa per salvare i pazienti ridotti come Joker. Batman giunge sul posto e, con l'aiuto di Robin, al quale nel frattempo ha nascosto sia il rapimento che la morte di Barbara, riesce catturare Harley e gli infetti, venendo nel frattempo tediato da Joker con alcune sequenze di torture fisiche e psicologiche di quest'ultimo ai danni di Jason Todd, il secondo Robin, che si concludono con l'omicidio del giovane. Uno dei pazienti infetti, Henry Adams, uccide gli altri e in seguito si suicida, credendo che Batman diventerà il Joker perfetto. Rendendosi conto che Batman è infetto, Robin tenta di imprigionarlo prima che Joker ne prenda il controllo, ma viene invece imprigionato a sua volta, in quanto (temendo che Tim faccia la stessa fine di Jason) Batman si rifiuta di fermarsi fino alla cattura dello Spaventapasseri e soprattutto non intende esporlo ulteriormente al pericolo.
Completati i preparativi, il Cavaliere di Arkham attiva il Nubifragio, inondando la città con la tossina della paura, ma dopo una dura battaglia viene sconfitto da Batman, che distrugge il dispositivo Nubifragio. Grazie al contributo di Ivy, anche la tossina viene neutralizzata, ma lo sforzo la uccide, mentre l'esposizione di Batman alla tossina rafforza il controllo di Joker. In seguito, Batman insegue il Cavaliere di Arkham in una base segreta per salvare Gordon, che era stato catturato dalla milizia, e riesce a sfuggirgli dopo un duro scontro. Giunto alla resa dei conti, il Cavaliere si rivela essere Jason Todd, che in realtà non era stato ucciso da Joker, dal quale inoltre era stato convinto a rivoltarsi contro il suo mentore. Uno sconvolto Jason incolpa Bruce per averlo abbandonato e lo affronta in un ultimo scontro, venendo tuttavia sconfitto. Nonostante Batman si offra di aiutarlo a riprendersi, Jason fugge, lasciando il comando della milizia a Deathstroke. Batman e Gordon affrontano Spaventapasseri sul tetto dell'edificio, dove Oracle si rivela essere viva, poiché il suo suicidio era stato un'allucinazione causata dalla tossina. Batman salva Oracle e la riporta al dipartimento di polizia, ma lo Spaventapasseri fugge nuovamente con Gordon in ostaggio. Usando la milizia rimanente, lo Spaventapasseri assalta il GCPD per eliminare gli alleati di Batman, ma ciò si rivela un diversivo per rapire Robin, ancora intrappolato agli studi cinematografici.
Per salvare Robin e Gordon, Batman accetta di arrendersi allo Spaventapasseri e viene portato alle rovine del manicomio di Arkham. Crane rivela così l'identità segreta di Batman al mondo in televisione, prima di iniettargli ripetutamente la tossina della paura per spezzare il suo spirito davanti al pubblico. Ciò innesca una lotta tra Batman e Joker per il controllo all'interno della mente di Bruce. Joker tenta di indebolire Batman raccontando delle persone che hanno sofferto e sono morte a causa della crociata di Batman, ma quest'ultimo trionfa e rinchiude l'implorante clown nella sua mente per sempre per essere dimenticato, l'unica paura di Joker. Jason interviene e salva Batman, che sottomette lo Spaventapasseri con la sua stessa tossina della paura.
Dopo che Batman si assicura che Gotham è al sicuro, Gordon invia la polizia a bonificare le strade e così il Cavaliere oscuro attiva il "Protocollo Knightfall" per proteggere i suoi cari. Circondato dai giornalisti, Batman torna a Villa Wayne dove viene accolto da Alfred. Mentre i due entrano nel maniero, questo esplode, apparentemente uccidendoli entrambi. Qualche tempo dopo, Gordon, ora sindaco di Gotham, si prepara a partecipare al matrimonio di Barbara e Tim. Altrove, due uomini di Due Facce attaccano una famiglia in un vicolo, ma vengono affrontati da una figura da incubo che assomiglia a Batman.

## Personaggi
Arkham Knight presenta un grande cast di personaggi della storia dei fumetti di Batman. Il personaggio principale è Batman, un supereroe addestrato alla perfezione fisica e mentale e un esperto di arti marziali. È sostenuto dai suoi alleati, Robin, Nightwing, Catwoman, Barbara Gordon - che assiste Batman segretamente nei panni dell'hacker Oracle - e suo padre, il commissario di polizia James Gordon. Il fedele maggiordomo di Batman, Alfred Pennyworth e il collega della Wayne Enterprises Lucius Fox forniscono a Batman un supporto tattico, e il guerriero santo Azrael mira a sostituire Batman come protettore di Gotham.
In tutta la città, Batman deve affrontare diversi supercriminali: deve superare il complotto dello Spaventapasseri che minaccia Gotham City, smantellare il traffico d'armi del Pinguino, mettere fine alle rapine in banca di Due Facce, vincere le sfide dell'Enigmista, catturare Poison Ivy, che controlla le piante, e sottomettere Harley Quinn, che vuole vendicarsi di Batman per la morte del Joker, la nemesi psicopatica di Batman.
Il gioco introduce come cattivo il Cavaliere di Arkham, un personaggio creato appositamente per il gioco da Rocksteady, Geoff Johns e Jim Lee. Il Cavaliere di Arkham è una versione militarizzata di Batman, con il logo "A" della struttura Arkham Asylum indossato come emblema sul petto. Altri nemici sono il piromane Firefly, il bestiale Man-Bat, l'assassino mercenario Deathstroke, il serial killer Professor Pyg, il fanatico religioso Deacon Blackfire e Hush, che impersona Bruce Wayne, l'alter-ego di Batman.
Arkham Knight presenta anche apparizioni e camei vocali di vari personaggi tratti dalla storia dei fumetti di Batman e dai precedenti giochi della serie Arkham, tra cui l'uomo d'affari nel farmaceutico Simon Stagg, i giornalisti Vicki Vale e Jack Ryder, l'agente di polizia Aaron Cash, l'imprenditore Lex Luthor, la vigilante Kate Kane, il serial killer Uomo Calendario e Killer Croc, mentre il contenuto scaricabile del gioco presenta apparizioni del Cappellaio Matto, Maschera Nera, Starro, Mr. Freeze, Ra's al Ghul, Nyssa Raatko e Nora Fries. Il gioco fa anche riferimenti a molti altri personaggi della storia di Batman e della DC Comics.

## Sviluppo
Durante il Dallas Comic Con 2013, il doppiatore di Batman, Kevin Conroy, ha parlato del lavoro durato circa dieci mesi sul "nuovo Arkham", e che il gioco entusiasmerà i fan della saga. I presenti all'evento credettero che il videogioco in questione fosse Batman: Arkham Origins, in uscita nell'ottobre dello stesso anno, ma pochi giorni dopo il doppiatore ha fatto chiarezza scrivendo sul suo account ufficiale Twitter che quello di cui stava parlando non era il prequel realizzato da Warner Bros. Games Montréal, ma un nuovo episodio della serie non ancora annunciato. A febbraio del 2014 Rocksteady Studios presenta a porte chiuse il suo nuovo progetto di cui non può esserne rivelata l'identità per via di un embargo informativo la cui fine è prevista per il 3 marzo dello stesso anno. Pochissimi giorni prima dell'annuncio ufficiale compaiono su Internet diverse immagini di alcuni GameStop che hanno ricevuto un poster raffigurante quello che sembra il logo di un nuovo videogioco della serie che verrà esposto negli inizi di marzo. Il 4 marzo viene annunciato ufficialmente Batman: Arkham Knight, terzo e ultimo capitolo della saga che vede nuovamente Rocksteady Studios allo sviluppo. Sulle pagine della rivista Game Informer è stato rivelato che sin dalla pubblicazione di Batman: Arkham City, Rocksteady Studios aveva in mente di sviluppare il sequel per console next-gen al fine di rivoluzionare completamente il gameplay senza dover realizzare anche una versione più arretrata per quelle current-gen. Warner Bros. Interactive Entertainment appoggiò la scelta del team inglese, ma giudicò la distanza di tre anni tra l'uscita di Arkham City e quella del sequel troppo lunga, così decise di "ingannare l'attesa" pubblicando il prequel Batman: Arkham Origins, sviluppato da Warner Bros. Games Montréal.
Il 21 maggio viene pubblicato un trailer che mostra sequenze di gameplay. Il 3 giugno viene pubblicato un trailer interamente dedicato all'uso della Batmobile. Inoltre, alla fine, il trailer mostra anche la posticipazione dell'uscita del videogioco al 2015. Il 9 giugno, all'E3, viene presentata una demo di circa 5 minuti. Il 23 luglio GameStop rivela come preordine esclusivo del gioco Cappuccio Rosso, il quale avrà una propria storia. L'8 settembre viene annunciato che il videogioco verrà pubblicato il 2 giugno 2015. Il 24 febbraio 2015 l'Entertainment Software Rating Board classifica il videogioco come "Mature" (PEGI 18 per l'Europa). Sefton Hill di Rocksteady Studios si è dichiarato sorpreso della valutazione affermando che questo capitolo finale, dal punto di vista del contenuto, non differisce dai precedenti, che difatti sono stati classificati come "Teen" (PEGI 16). Il 25 febbraio viene pubblicato un nuovo trailer che mostra la presenza anche di Poison Ivy e Firefly. Il 21 marzo vengono rivelati ulteriori dettagli sull'espansione della storia con protagonista Harley Quinn; il DLC si collocherà cronologicamente prima dei fatti che verranno narrati nella trama principale, e racconterà l'infiltrazione di Harley Quinn nel dipartimento di polizia di Blüdhaven per liberare Poison Ivy. Il 23 marzo viene pubblicato un nuovo video di gameplay in cui viene anche annunciata la posticipazione della pubblicazione al 23 giugno. Il 27 aprile viene pubblicato un nuovo trailer il quale mostra la partecipazione di Robin, Nightwing e Catwoman, i quali saranno utilizzabili dal giocatore tramite un sistema inedito chiamato "dual play" che permette di passare da Batman a uno dei tre personaggi in questione durante i combattimenti, di Alfred Pennyworth, Azrael e Lucius Fox. Il 3 maggio vengono rivelati nuovi dettagli sul Season Pass del gioco, tra cui l'espansione della storia Batgirl: A Matter of Family, in cui il videogiocatore vestirà i panni di Batgirl in una storia prequel. Il 28 maggio vengono pubblicati un nuovo video di gameplay e nuovi screenshots. Il 2 giugno viene pubblicato un trailer dedicato all'espansione della storia di Harley Quinn, mentre l'8 quello su Cappuccio Rosso. Il 15 giugno all'E3 2015 viene presentato un trailer che mostra il corpo del Joker venire cremato, e una preview del gameplay del DLC dedicato allo Spaventapasseri. Il 17 giugno vengono pubblicati altri screenshots, e viene anche annunciata la cancellazione della Batmobile Edition. Il 16 ottobre 2015 vengono rivelati tutti i contenuti del Season Pass.

### Annuncio

Poster promozionali per l'uscita del gioco a Times Square nel maggio 2015

Il gioco è stato annunciato ufficialmente il 4 marzo 2014 da Warner Bros. Interactive Entertainment sulle pagine Facebook e Twitter della serie tramite un teaser trailer che comunica la sua pubblicazione durante lo stesso anno. Pochi giorni dopo GameStop fissò il 14 ottobre come data di uscita, ma il 3 giugno, tramite il trailer della Batmobile, è stato comunicato ufficialmente il posticipo al 2015. Guy Perkins di Rocksteady Studios ha così motivato la decisione di tale posticipo: "È un progetto super ambizioso e vogliamo semplicemente che sia la migliore esperienza possibile. Abbiamo bisogno di più tempo per questo. Vogliamo solo essere sicuri di dare ai fan di Batman e ai videogiocatori in generale la miglior esperienza basata su questo personaggio che sia possibile mettere insieme, ed è una cosa che richiede tempo. Il 23 marzo il videogioco viene posticipato ancora, questa volta al 23 giugno. In merito a questo Sefton Hill ha dichiarato: "Siamo sviluppatori ai quali non piace fare compromessi, ma ciò significa, e ci spiace davvero comunicarvelo, che dovrete attendere ancora un po' di tempo prima di giocare l'epica conclusione della trilogia Arkham. Come ricompensa per la pazienza e la comprensione dimostrate e per rendere l'attesa ancora più entusiasmante, siamo felici di stuzzicare la vostra curiosità con un nuovo video gameplay di Batman: Arkham Knight. Grazie davvero da tutti noi della Rocksteady per il vostro continuo sostegno. Stiamo facendo del nostro meglio per rendervi orgogliosi di noi".

### Edizioni limitate
Per il gioco sono state progettate due edizioni speciali, la Collector's Edition e la Limited Edition; tuttavia, la prima è stata annullata poco prima del lancio. La prima avrebbe contenuto un'artbook, una steelbook, una statuina della Batmobile, costumi in-game esclusivi e un fumetto; la seconda differiva per la statuina, che invece della Batmobile raffigurava Batman.
Dopo l'uscita del gioco sono state pubblicate l'edizione Game of The Year, contenente un codice per il season pass e la Premium Edition. Questo pass stagionale presenta nuove missioni della storia, nuove versioni della Batmobile, nuove sfide, costumi e tracciati.

## Doppiaggio
Di seguito sono riportati i doppiatori che hanno prestato la voce ai principali personaggi del videogioco:
Al Festival del doppiaggio Voci nell'Ombra del 2015 Marco Balzarotti è stato premiato come Miglior Doppiatore in un videogioco.
| Personaggio                                      | Doppiatore originale   | Doppiatore italiano |
| ------------------------------------------------ | ---------------------- | ------------------- |
| Bruce Wayne / Batman                             | Kevin Conroy           | Marco Balzarotti    |
| Thomas Elliot / Hush                             | Kevin Conroy           | Marco Balzarotti    |
| Selina Kyle / Catwoman                           | Grey Griffin           | Cinzia Massironi    |
| Tim Drake / Robin                                | Matthew Mercer         | Davide Albano       |
| Dick Grayson / Nightwing                         | Scott Porter           | Diego Baldoin       |
| Alfred Pennyworth                                | Martin Jarvis          | Cesare Rasini       |
| Commissario James Gordon                         | Jonathan Banks         | Mario Scarabelli    |
| Barbara Gordon / Oracle                          | Ashley Greene          | Debora Magnaghi     |
| Lucius Fox                                       | Dave Fennoy            | Maurizio Trombini   |
| Joker                                            | Mark Hamill            | Riccardo Peroni     |
| Dott. Jonathan Crane / Spaventapasseri           | John Noble             | Alberto Sette       |
| Cavaliere di Arkham / Jason Todd/Cappuccio Rosso | Troy Baker             | Luca Ghignone       |
| Harvey Dent / Due Facce                          | Troy Baker             | Luca Ghignone       |
| Jack Rider                                       | James Horan            | Luca Ghignone       |
| Oswald Cobblepot / Pinguino                      | Nolan North            | Oliviero Corbetta   |
| Edward Nigma / L'Enigmista                       | Wally Wingert          | Daniele Demma       |
| Pamela Isley / Poison Ivy                        | Tasia Valenza          | Patrizia Scianca    |
| Harleen Quinzel / Harley Quinn                   | Tara Strong            | Marcella Silvestri  |
| Agente Aaron Cash                                | Duane R. Shepard Sr.   | Giovanni Battezzato |
| Garfield Lynns / Firefly                         | Crispin Freeman        | Andrea Bolognini    |
| Dott. Kirk Langstrom / Man-Bat                   | Loren Lester           | Federico Danti      |
| Lazlo Valentin / Professor Pyg                   | Dwight Schultz         | Pietro Ubaldi       |
| Diacono Blackfire                                | Marc Worden            | Vittorio Bestoso    |
| Michael Lane / Azrael                            | Khary Payton           | Ivo De Palma        |
| Roman Sionis / Maschera Nera                     | Brian Bloom            | Ivo De Palma        |
| Slade Wilson / Deathstroke                       | Mark Rolston           | Claudio Moneta      |
| Simon Stagg                                      | Phil Proctor           | Aldo Stella         |
| Henry Adams                                      | Garrick Hagon          | Gianni Gaude        |
| Albert King                                      | Isaac C. Singleton Jr. | Renzo Ferrini       |
| Johnny Charisma                                  | Michael Rosenbaum      | Alessandro Capra    |
| Christina Bell                                   | Jules de Jongh         | Francesca Perilli   |
| Victor Fries / Mr. Freeze                        | Maurice LeMarche       | Gianni Quillico     |
| Ra's al Ghul                                     | Dee Bradley Baker      | Lorenzo Scattorin   |
| Waylon Jones / Killer Croc                       | Steve Blum             | Stefano Albertini   |
| Jervis Tetch / Il Cappellaio Matto               | Peter MacNicol         | Riccardo Rovatti    |
| Capitano Underhill                               | J.B Blanc              | Mario Zucca         |
| Nyssa Raatko                                     | Jennifer Hale          | Beatrice Caggiula   |
| Nora Fries                                       | Cissy Jones            | Adele Pellegatta    |

Personaggi Minori: Gianni Gaude, Antonio Paiola, Giuseppe Calvetti, Andrea De Nisco, Claudio Colombo, Ruggero Andreozzi, Gianluca Iacono, Silvio Pandolfi, Daniel Magni, Fabrizio Odetto, Gabriele Marchigiglio, Stefano Pozzi, Renzo Ferrini, Matteo Zanotti, Stefano Albertini, Andrea Failla, Alessandro Testa, Francesco Mei, Luigi Rosa, Claudio Beccari, Raffaele Fallica, Mario Zucca, Ivo De Palma, Diego Sabre, Marco Balbi, Alberto Olivero, Francesco Rizzi.

## Accoglienza
| Testata                               | Versione | Giudizio |
| ------------------------------------- | -------- | -------- |
| Metacritic (media al 30 gennaio 2020) | PS4      | 87/100   |
| Metacritic (media al 30 gennaio 2020) | Xbox One | 85/100   |
| Metacritic (media al 30 gennaio 2020) | PC       | 70/100   |
| Destructoid                           | PS4      | 7/10     |
| Edge                                  | -        | 8/10     |
| Eurogamer                             | -        | 9/10     |
| Everyeye.it                           | -        | 9/10     |
| Game Informer                         | -        | 9.5/10   |
| GameSpot                              | -        | 7/10     |
| GamesRadar+                           | -        | 4/5      |
| GamesTM                               | -        | 9/10     |
| IGN                                   | -        | 9.2/10   |
| Multiplayer.it                        | -        | 9.5/10   |
| Polygon                               | -        | 10/10    |
| SpazioGames                           | -        | 9/10     |
| The Guardian                          | -        | 5/5      |
| VideoGamer.com                        | -        | 10/10    |
| USGamer                               | -        | 4/5      |

Come i precedenti capitoli della trilogia targata Rocksteady Studios, anche Batman: Arkham Knight è stato accolto positivamente dalla critica. Sul sito aggregatore di recensioni Metacritic la versione del gioco per PlayStation 4 presenta un punteggio di 87/100, mentre quella per Xbox One di 85/100. La versione PC, invece, presenta un punteggio di 70/100.
Nel 2017, la rivista Edge ha collocato Batman: Arkham Knight tra i 100 migliori videogiochi della storia.
Nel 2019, Gameranx inserisce Batman: Arkham Knight tra i 58 migliori videogiochi dell'ottava generazione delle console per videogiochi.
Nel 2022, USA Today colloca Batman: Arkham Knight tra i 100 migliori videogiochi della storia.

### Vendite
Batman: Arkham Knight è stato tra i videogiochi più venduti del 2015 ed è diventato il capitolo della serie Batman: Arkham ad aver venduto più copie, superando Batman: Arkham City. Ad ottobre 2015, inoltre, vantava già oltre 5 milioni di copie vendute in tutto il mondo.

### Riconoscimenti
- E3 2014: Best Action/Adventure Game[59]
- IGN'S Best of E3 2014 Awards: Best Xbox One Game[60]
- Game Informer's Best of E3 2014 Awards: Best Action Game[61]
- Play Legit's Best of 2014 Winners: Trailer of the Year (Father to Son)[62]
- PlayStation LifeStyle: Best of E3 Winner[63]
- GameSpot: Best of E3 Winner[64]
- The Escapist: Best of E3 Winner[65]
- XBA's Game of the Show Awards: Best Looker of the Show, Best Action Title of the Show[66]
- PlayStation Universe: Best Action Game, Best Game[67][68]
- PlayStation Blog: Most Anticipated 2015 (editor's choice)[69]
- VideoGamer.com: Top Game of 2015, Top PC Game of 2015, Top PS4 Game of 2015, Top Xbox One Game of 2015, Top Action Game of 2015, Top PS4 Action Game of 2015, Top Xbox One Action Game of 2015, Top PC Action Game of 2015[70][71][72][73][74][75][76][77]
- GameRant: Most Exciting Game of Summer 2015[78]
- Push Square: Game of the Month[79]
- Everyeye.it: Game of the Month[80]
- Areajugones: Game of the Month[81]
- BIU Sales Awards: Gold Award[82]
- GameSpot's 2015 Special Achievement Awards: Best Multiplatform Game That's Actually Better on Consoles[83]
- SXSW Gaming Awards: Excellence in Convergence[84]
- 15th National Academy of Video Game Trade Reviewers (NAVGTR) awards: Performance in a Drama, Supporting (Mark Hamill as "Joker")[85]
- British Academy Video Games Awards: Best British Game[86]
- Empire Awards 2016: Best Video Game[87]
- IGN's Best of 2015: People's Choice Best Action-Adventure Game[88]
- IGN Middle East People's Choice - Game of the Year Awards 2015: Best Action-Adventure Game[89]
- IGN Middle East Editor's Choice - Game of the Year 2015: Best Action Adventure Game[90]
- Fun & Serious Game Festival: Best Voice Acting in Spanish (Claudio Serrano as Batman/Bruce Wayne)[91]
- Digital Spy Reader Awards 2015: Greatest Hero (Batman)[92]
- Festival del doppiaggio Voci nell'Ombra 2015: Best Italian Videogame Voice (Marco Balzarotti as Batman/Bruce Wayne)[93]
- Golden Trailer Awards: Best Videogame Trailer (Gotham is mine)[94]
- TIGA Awards: Audio Design[95]
- Play Legit’s Best of 2015 Winners: Best Action Adventure, Best Graphics, Best Actor (Kevin Conroy as Batman/Bruce Wayne)[96]
- VMAG Awards 2015: Best Performance (Mark Hamill as Joker), Best Art Direction[97]
- Official Xbox Magazine Game of the Year Awards 2015: Best Art Design, Best Gaming Moment[98]
- Game Informer's 2015 Action Game Of The Year Awards: Best Story[99]
- Develop Awards 2016: In-House Studio (Rocksteady Studios)[100]
- Webby Awards: 2015 Honoree (General Website Games-Related)[101]
- TEC Awards: Interactive Entertainment Sound Production[102]
- The Strait Times Digital Awards: Action Adventure Game[103]
- CGMagazine’s 2015 Game of the Year Awards: Action Game of the Year[104]
- MTV Latin America: Game of the Year[105]
- The Games Cabin: Game of the Year[106]
- ScreenWEEK.it: Game of the Year[107]
- CPN Awards: Game of the Year, Best Multiplatform Game[108]
- Gameffine: Game of the Year[109]
- The Beat: Game of the Year[110]
- Cinelinx: Game of the Year, Best Action Game[111][112]
- Gaming Respawn: Game of the Year[113]
- Drago d'Oro: Best Action/Adventure Game[114]
- Games.it: Best Action/Adventure Game[115]
- IMGMR Game Awards 2015: Best Action Game[116]
- Multiplayer.it: Special Award[117]
- PlayStation Bit Awards: Best Gameplay, Best Secondary Character (Joker)[118]
- Millennium: Best Action/Adventure Game[119]
- PressFire.no: Best Action/Adventure Game[120]
- XGN: Best Action Game[121]
- Gaming Debugged: Best Use of a Licence[122]
- Kidzworld: Best Graphics[123]
- TheXboxHub: Game of the Year[124]
- Warped Zoned's 2015 Golden Pixel Awards: Great Scott Award for Best Trilogy Ender[125]